# 奥鲁氏
奥鲁，中国历史上的蒙古族姓氏。古代蒙古人出征时，留在后方的家属、辎重称为“奥鲁”，明朝汉译为“老小营”。后来人们将管理这些后勤系统的官职称谓衍伸为姓氏，称奥鲁氏。
蒙古帝国灭金朝后，在江淮以北逐渐形成具有汉地特点的奥鲁制度。军户都归各路奥鲁官府管领，凡签发丁壮，替换老弱，供应军需，赡养征戍军人老小，处理军户间的民事纠纷等等，都由奥鲁官府直接管理，不受地方路府州县管辖。各路奥鲁官府自成系统，受中央枢密院节制。元代在蒙古军和色目军中仍保持单独的奥鲁赤，即奥鲁官，基本上属于世袭。上柱国里也有名字叫奥鲁赤（奥鲁赤为其名字，并非姓奥鲁）的官员。元末民变后，随着农民起义爆发，奥鲁制也走向崩溃。但由奥鲁官职演变的姓氏，仍然保留了下来，后人有改奥姓的，亦有人改姓為歐姓或魯姓的。
今陜西省西安市、山西省吕梁市北部、陕西省渭南市一带有奥鲁氏后人———奥姓族人分布。

## 延伸阅读
《欽定古今圖書集成·明倫彙編·氏族典·奧魯姓部》，出自陈梦雷《古今圖書集成》| 小作品圖示 | 这是一篇与姓氏相关的小作品。您可以编辑或修订扩充其内容。 |